# Yousef Gamal El-Din

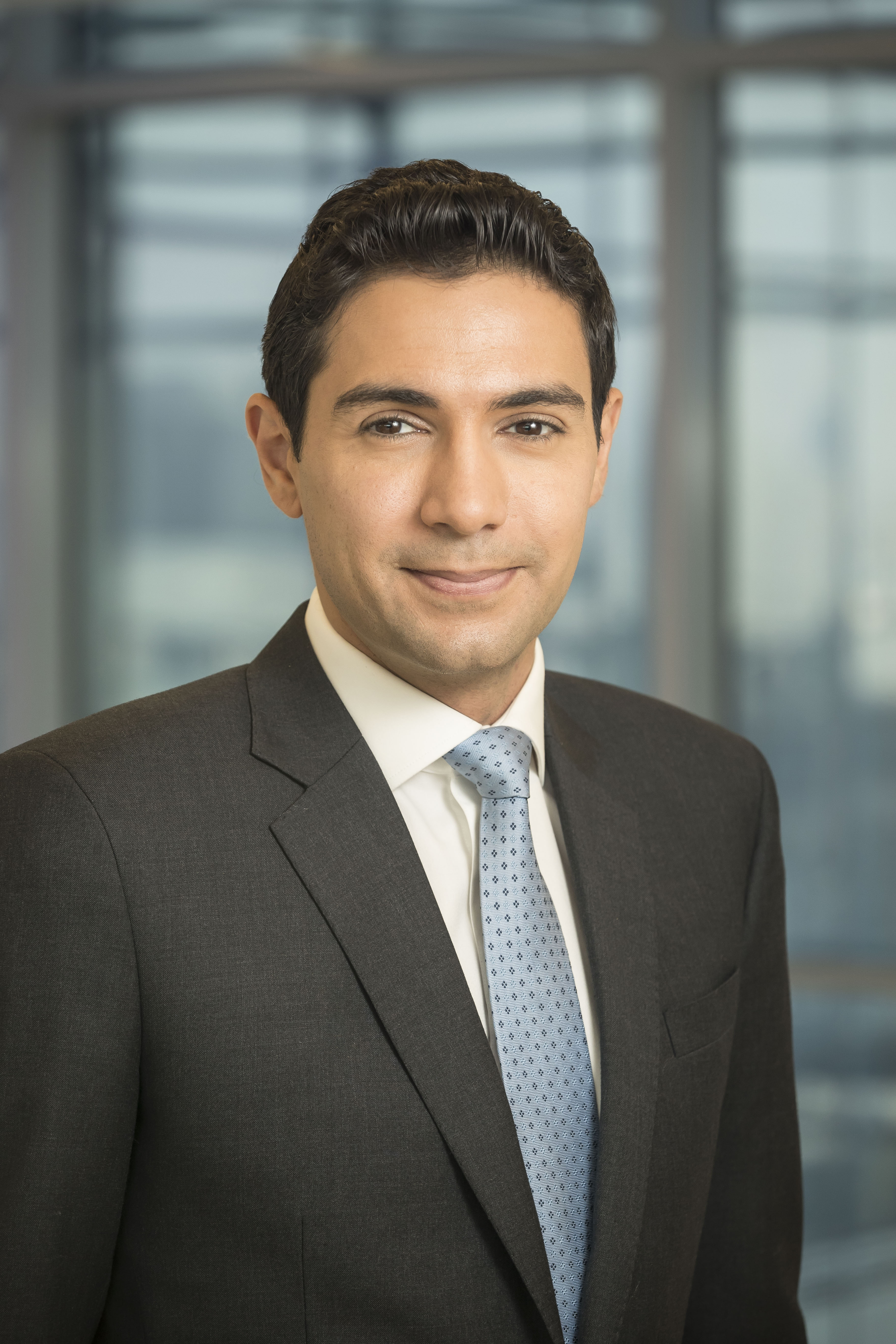
Yousef Gamal El-Din (2017)

Yousef Gamal El-Din (arabisch يوسف جمال الدين, DMG Yūsuf Ǧamāl ad-Dīn; geboren am 15. Oktober 1985) ist ein Unternehmer und Autor mit ägyptisch-schweizerischer Herkunft. Seit 2016 ist er als Moderator bei der Sendung Bloomberg Daybreak: Middle East. der Nachrichtengruppe Bloomberg Television tätig. Davor war er für CNBC tätig, wobei er sich weltweit als Moderator der Fernsehsendung CNBC’s Access: Middle East etablierte. Er wurde der regionale Korrespondent des Senders in Dubai. Zuvor war Gamal El-Din ein Co-Moderator des CNBC Fernsehprogramms Capital Connection und arbeitete für den Sender in dessen Studios im Mittleren Osten.

## Biographie
Gamal El-Din machte 2007 an der American University in Cairo, seinen Abschluss in Journalismus und Massenkommunikation mit höchsten Auszeichnungen. Er erhielt darüber hinaus einen Masterabschluss im selben Fachbereich. Neben seinen erstaunlichen akademischen Leistungen wurde ihm außerdem der renommierte Ahmed Zewail Preis für herausragende Leistungen in den Geistes- und Naturwissenschaften verliehen.
Gamal El-Din beschreibt sich selbst auf seiner Twitter-Seite als „Auto-Enthusiast“ und konnte früher oft auf dem Bahrain International Circuit betrachtet werden.

## Karriere
Nach einer kurzen Einlage hinter der Kamera als Drehbuchautor bei OTV schloss Yousef Gamal El-Din sich 2007 Nile TV als englischsprachiger Moderator und Reporter an. Er hatte sein Debüt am 17. Juli 2007 mit den „Top Stories“ und moderierte danach regelmäßig die stündlichen Nachrichten live aus Kairo. Er berichtete über große Ereignisse in ganz Ägypten und führte Interviews mit einer langen Reihe prominenter Minister, Aktivisten und Experten. Er berichtete auch über die Wikimania 2008 und interviewte Jimmy Wales fürs ägyptische Fernsehen. Im Juli 2008 übernahm er die Verantwortung für die politische Sendung News Hour, die alle zwei Wochen ausgestrahlt wurde. Im September desselben Jahres begann Gamal El-Din, die neue Business World Sendung zu moderieren. Er hatte außerdem mehrere Gastauftritte bei Yas3ad Saba7ak auf Kanal 2.

### CNBC
Gamal El-Din kam im Juni 2010 zu CNBC und wurde der erste Moderator mit Sitz in dem neu eröffneten Bahrainzweig, der unter der Schirmherrschaft von CNBC Europe geleitet wurde. Am 4. Juni 2010 wurde er der dritte Co-Moderator von Capital Connection und schloss sich damit Anna Edwards in London und Chloe Cho in Singapur an. Bis heute ist er einer der jüngsten Nachwuchstalente, die zu dem Sender gestoßen sind.
Während der Ägyptischen Revolution 2011 berichtete CNBC umfangreich über die Unruhen und die Gewalt. Youssef Gamal El-Din berichtete zum Höhepunkt der Proteste am Tahrir-Platz live für den Sender und für MSNBC. Er wurde dabei überhört, wie er „Protestierende dazu drängte, ihn in Ruhe zu lassen, damit er berichten konnte“. Nachrichtensprecher baten ihn noch Minuten vor dem Beginn des Battle of the Camel auf sich aufzupassen. CNBC beschrieb ihn als Journalisten der „unter den schwierigsten Bedingungen“ berichtete.
Gamal El-Din reiste seit Beginn der Revolution mehrere Male zurück nach Kairo, um über die Proteste dort zu berichten und um den ägyptischen Premierminister der Übergangsregierung Essam Scharaf zu interviewen, nur wenige Stunden bevor die Demonstrationen zum „Freitag der Entschlossenheit“ am 8. Juli stattfanden. Er berichtete außerdem über die Bahrain Proteste, die Proteste in Jordanien in 2011, und die Parlamentswahlen in der Türkei 2011.
Am 4. Juli 2012 präsentierte Gamal El-Din erstmals Access: Middle East, eine Serie zur Hauptsendezeit mit Einblicken in die regionalen wirtschaftlichen und unternehmerischen Entwicklungen. Die Sendung hatte mehrere Milliardäre zu Gast, einschließlich Güler Sabancı.
Neben täglichen Programmsendungen ist Gamal El-Din oft auf Gipfelveranstaltungen wie dem Weltwirtschaftsforum vertreten und moderierte Sitzungen bei Ereignissen wie dem Abu Dhabi Media Summit und dem DIFC Forum.
Am 10. März 2015 gab Gamal El-Din seinen Rücktritt über Twitter bekannt und führte an, nach 5 Jahren bei CNBC „neue Möglichkeiten verfolgen zu wollen“, ohne näher auf seine Gründe einzugehen. Beinahe 6 Monate später, am 2. August 2015, gab er den Launch von Medialitera bekannt, einer Medienberatung mit Sitz in Dubai.

### Bloomberg
Nachdem der 2016 Bloomberg Television beigetreten war, prämierte Gamal El-Din das neue Aushängeschild der Gruppe, die Sendung Daybreak Middle East des DIFC des Senders in Dubai – und verdoppelte damit erfolgreich den regionalen Output.

## Auszeichnungen und Populärkultur
- Die Zukunft des ägyptischen Fernsehens, Enigma Magazine, Oktober 2008.[16]
- 100 Absolventen des Jahrhunderts, The American University in Cairo, 2019.[17]

## Bibliographie
Gamal El-Din, Yousef (2015). The Art of Executive Appearance: 5 Simple Ways to Look Great, Gain Confidence, and Inspire a Global Television.